# Коммерс (Каліфорнія)
Коммерс (англ. Commerce) — місто (англ. city) в США, в окрузі Лос-Анджелес штату Каліфорнія. Є передмістям Лос-Анджелеса. Статус місто отримало 28 січня 1960 року.
Населення — 12 378 осіб (2020).

## Географія
Коммерс розташований за координатами 33°59′40″ пн. ш. 118°9′0″ зх. д. / 33.99444° пн. ш. 118.15000° зх. д. (33.994524, -118.149953).  За даними Бюро перепису населення США в 2010 році місто мало площу 16,93 км², з яких 16,93 км² — суходіл та 0,00 км² — водойми.
Висота центру населеного пункту — 43 метри над рівнем моря. Річка Лос-Анджелес протікає по частині південно-західної межі міста, а річка Ріо-Хондо відокремлює Коммерс від міста Давні. Місто межує з Верноном на заході, з Лос-Анджелесом на північному заході, з Іст-Лос-Анджелесом на півночі, з Монтебелло на сході, з Давні та Белл-Гарденсом на півдні і з Мейвудом на південному заході.

## Демографія
Згідно з переписом 2010 року, у місті мешкали 12 823 особи в 3382 домогосподарствах у складі 2709 родин. Густота населення становила 757 осіб/км².  Було 3470 помешкань (205/км²).
Расовий склад населення:
| - 54,0 % — білих - 1,3 % — корінних американців - 1,1 % — азіатів - 0,7 % — чорних або афроамериканців - 0,1 % — вихідців з тихоокеанських островів - 38,1 % — осіб інших рас |

До двох чи більше рас належало 4,7 %. Частка іспаномовних становила 94,5 % від усіх жителів.
За віковим діапазоном населення розподілялося таким чином: 29,8 % — особи молодші 18 років, 59,5 % — особи у віці 18—64 років, 10,7 % — особи у віці 65 років та старші. Медіана віку мешканця становила 31,2 року. На 100 осіб жіночої статі у місті припадало 96,4 чоловіків;  на 100 жінок у віці від 18 років та старших — 92,7 чоловіків також старших 18 років.
Середній дохід на одне домашнє господарство  становив 53 947 доларів США (медіана — 45 341), а середній дохід на одну сім'ю — 58 675 доларів (медіана — 50 044). Медіана доходів становила 35 313 долари для чоловіків та 28 750 доларів для жінок. За межею бідності перебувало 16,0 % осіб, у тому числі 21,0 % дітей у віці до 18 років та 15,8 % осіб у віці 65 років та старших.
Цивільне працевлаштоване населення становило 5194 особи. Основні галузі зайнятості: освіта, охорона здоров'я та соціальна допомога — 19,5 %, виробництво — 14,4 %, роздрібна торгівля — 13,4 %.
За даними перепису 2000 року, населення Коммерса становить 12 568 осіб, 3 284 домогосподарств і 2686 сімей, які проживають в місті. Густота населення дорівнює 738,6 чол/км. В місті 3377 одиниць житла із середньою щільністю 198,5 од/км². Расовий склад міста включає 44,76% білих, 0,78% чорних або афроамериканців, 1,58% корінних американців, 1,08% азіатів, 0,08% вихідців з тихоокеанських островів, 46,94% представників інших рас та 4,77% представників двох і більше рас. 93,61% з усіх рас — латиноамериканці.
З 3284 домогосподарств 47,3% мають дітей віком до 18 років, 54,3% є подружніми парами, проживаючими разом, 19,9% є жінками, що живуть без чоловіків, а 18,2% не мають родини. 15,5% всіх домогосподарств складаються з окремих осіб, в 9,2% домогосподарств проживають самотні люди у віці 65 років та старше. Середній розмір домогосподарства склав 3,80, а середній розмір родини — 4,17.
У місті проживає 33,8% населення у віці до 18 років, 11,1% від 18 до 24 років, 28,8% від 25 до 44 років, 16,1% від 45 до 64 років, і 10,2% у віці 65 років та старше. Середній вік населення — 28 років. На кожні 100 жінок припадає 96,5 чоловіків. На кожні 100 жінок у віці 18 років та старше припадає 93,3 чоловіків.
Середній дохід на домашнє господарство склав $34 040, а середній дохід на сім'ю $36 572. Чоловіки мають середній дохід в $27 738 проти $22 857 у жінок. Дохід на душу населення дорівнює $11 117. Близько 15,4% сімей та 17,9% всього населення мають дохід нижче прожиткового рівня, у тому числі 21,8% з них молодше 18 років і 9,9% від 65 років та старше.